# Huaxiapterus
Genre
Espèces de rang inférieur
- † Huaxiapterus jii Lü & Yuan, 2005, espèce type
- †  ? "Huaxiapterus" corollatus Lü et al., 2006
- †  ? "Huaxiapterus" benxiensis Lü et al., 2007
- † Huaxiapterus atavismus Lü et al., 2016

Huaxiapterus est un genre fossile de ptérosaures du clade des tapéjaromorphes. Il a vécu en Chine où ses restes fossiles ont été découverts dans la formation géologique de Jiufotang près de la ville de Cháoyáng dans la province du Liaoning. Cette formation est datée du Crétacé inférieur (Aptien inférieur), il y a environ 120 Ma (millions d'années).

## Liste des espèces
Le paléontologue chinois Lü Junchang et ses équipes ont créé quatre espèces au sein du genre Huaxiapterus. La validité d'au moins deux de ces espèces est fortement remise en question. 
- Huaxiapterus jii, l'espèce type, est basée sur un squelette et un crâne quasi complets (holotype référencé GMN-03-11-001)[1]. Le crâne a une longueur de 18,5 centimètres. Cette espèce a d'abord été considérée comme éloignée du tapéjaromorphe basal Sinopterus, car elle était plus grande et avait une crête plus développée[1]. Mais A.W.A. Kellner a montré en 2007 qu'elle était en fait sensiblement plus proche de Sinopterus que des deux espèces créées en 2006 et 2007 par Lü et al. ("Huaxiapterus" corollatus et "Huaxiapterus" benxiensis)[3]. Andres, Clark et Xu en 2014[4] ont montré que les deux genres étaient proches, mais que Huaxiapterus jii était légèrement plus primitif que Sinopterus dongi ;
- "Huaxiapterus" corollatus, définie par Lü et al. en 2006 à partir d'un squelette presque complet découvert dans la même formation que l'espèce type[5]. Andres, Clark et Xu (2014) considèrent que cette espèce n'appartient pas au genre Huaxiapterus, mais qu'il s'agit d'un tapéjaromorphe un peu plus évolué appartenant à la famille des tapéjaridés et à la sous-famille des tapéjarinés[4] ;
- "Huaxiapterus" benxiensis, définie par Lü et al. en 2007 à partir d'un fossile découvert dans la province du Liaoning[6]. Comme l'espèce précédente, son appartenance au genre Huaxiapterus est remise en cause ; elle devra être réattribuée à un nouveau genre ou à un genre existant[7],[4] ;
- Huaxiapterus atavismus, définie par Lü et al. en 2016 à partir du fossile d'un petit spécimen référencé XHPM 1009. Il se distingue de Huaxiapterus jii que par la présence d'un sillon sur les deuxième et troisième doigts de l'aile, caractéristique qui n'est connue que chez des ptérosaures jurassiques beaucoup plus primitifs du groupe des Rhamphorhynchoidea, et qui semble être un atavisme (caractéristique qui a donné son nom à l'espèce : atavismus)[8].

### Publication originale
- [2005] (en) J. Lü et C. Yuan, « New tapejarid pterosaur from Western Liaoning, China », Acta Geologica Sinica, vol. 79, no 4,‎ 2005, p. 453–458 (DOI 10.1111/j.1755-6724.2005.tb00911.x).